# Лахва (Брестская область)
Ла́хва (белор. Лахва) — деревня в Лунинецком районе Брестской области Беларуси на реке Смердь. Административный центр Лахвенского сельсовета.

## Местоположение
Находится на реке Смердь, в 19 км на восток от Лунинца, в 247 км от Бреста, в деревне железнодорожная станции Лахва (линия Лунинец — Калинковичи); на шоссе Лунинец — Микашевичи.

## Название
По мнению И. Гапоненко и В. Жучкевича, топоним Лахва, как и гидроним, возник от этнонима лях.

## Геральдика
Герб учреждён Указом Президента Республики Беларусь от 2 декабря 2008 года № 659 и зарегистрирован в Государственном геральдическом регистре 23 января 2009 года № Б-150.
Описание герба: «Герб деревни Лахва Лунинецкого района представляет собой варяжский щит, имеющий вилообразное деление, в верхнем голубом поле которого изображён серебряный лилиеобразный цветок, в правом красном — распущенное серебряное крыло птицы, соединённое у основания с красным лосиным рогом, расположенным в левом серебряном поле».

## История Лахвы
По находкам археологам, здесь была расположена стоянка раннего железного века, примерно 2,5―1,5 тысячу лет назад.
Само поселение под названием Лахва известно с 1493 года. Имение находилось в собственности воеводы трокского и маршалка великого литовского Петра Яновича Монтигердовича Белого. Его сын погиб в сражении с русскими под Ведрошей, и Лахва отошла к дочери Петра Монтигердовича ― Софии, супруги гетмана великого литовского Станислава Кишки. Она завещала Лахву своему сыну Петру Кишке.
Воевода полоцкий и староста дрогичинский Пётр Кишка вступил во владение Лахвой в 1521 году. В 1523 году в местечке 152 дыма. С 1589 года местечко с войтом, в Новогрудском повете.
Каштелян полоцкий Ян II Радзивилл Бородатый потребовал от имени своей жены Анны Станиславовны Кишки у её брата выдела доли из наследства, и в 1523 году ей, наряду с другими сёлами, отошла и Лахва. Таким образом, местечко перешло в собственность Радзивиллов. В 1577 году это собственность Николая Радзивилла Сиротки, в 1612 году ― собственность Альбрехта Станислава Радзивилла, в 1626 году имение Зигмунда Кароля Радзивилла. В Лахве 169 дворов. В 1642 году ― в собственности Александра Людвика Радзивилла.
В 1655 году во время войны Москвы с Речью Посполитой русские войска захватили Лахву. В 1672 году в Лахве 166 дворов, 5 улиц с рыночной площадью. Сильно преобразилась Лахва при Михаиле Радзивилле Рыбоньке: увеличилось численность населения, построен близ Лахвы замок.
В марте 1746 года он пишет управляющему Лахвы пану Жуховицкому: «Посылаю двух художников, присланных из Копыси. Когда они приедут, покажешь им костел мой в замке, какой он живописью украшен (адорнатус) и как устроено алтарное пространство покажешь, чтобы сами научились делать и другим передать, а потом пошлёшь их самих в Несвиж».
Впоследствии Лахва, как приданое дочери Доминика Радзивилла ― Стефании Радзивилл, вышедшей в 1828 году замуж за Льва Витгенштейна, перешла к семейству Витгенштейнов.
В 1785 году 187 дворов. После Второго раздела Речи Посполитой, Лахва с 1793 года в Пинском уезде Минской губернии.
В 1795 году в местечке 192 двора ― христиан, 17 еврейских и 20 дворов чиншевой шляхты. В 1811 году среди жителей 73 еврея, в 1816 году 160 евреев, из них 75 мужчин и 86 женщин. Им принадлежат 150 домов. Евреи торгуют рыбой и лесом, отправляя их в Минск. В инвентаре Лахвы 1840 года в описании занятий жителей обозначено: «Промышленность крестьян заключается в хлебопашестве, впрочем излишние в семействах рабочие нанимаются к выделке смолы, товарного лесу, порубке дров, для сплава по судоходным рекам, а все вообще занимаются торговлею грибами, рыбою, мёдом».
В 1859 году в Лахве 172 двора. С 1861 года местечко в составе Мозырского уезда Минской губернии.
В 1867 году в Лахве проживало 986 жителей, в 1886 году 892 жителя и 112 дворов. Имелись школа, две торговые лавки, две православные церкви и две синагоги. В 1886 году началось движение по железнодорожному отрезку Лунинец―Гомель, на станции Лахва производилась погрузка леса и зерна. В 1897 году ― 2462 жителей.
После образования Болотной комиссии Минского губернского земства, в 1912 году на болотном массиве Кукутёлка близ Лахвы создаётся опытное хозяйство с 7,5 десятины болотной почвы.
Осенью 1920 года местечко было занято польскими войсками, Лахва отошла к Польше. В этот период в местечке действовали три синагоги. В 30 км от местечка проходила граница с СССР.
С 1939 года в составе СССР, с 1940 года центр сельсовета.
В 1941 году местечко оккупировано немцами, создано гетто, куда согнали из ближних деревень более 2 500 евреев. Во время уничтожения гетто узники подняли восстание, около тысяче евреев удалось прорвать оцепление и бежать. Многие погибли, но около 500 человек достигли леса. Было схвачено и расстреляно около 350 человек. В Актах Чрезвычайной следственной комиссии по злодеяниям фашистских захватчиков говорится: «В окрестностях местечка Лахва обнаружена могила размером 25х2х2,5 м на земле Лахвенского рыбхоза на расстоянии 50 м на запад от просёлочной дороги Лахва ― хутор Перуново и 40 м на юг от железной дороги Лахва ― Микашевичи, где похоронены 1946 человек еврейского населения местечка Лахва, в том числе 698 ― женщин и 724 ― детей».
В 1966 году в Лахве 1850 жителей, 652 двора.
В 1972 году 2374 жителей, в 2009 году ― 1374 человека. В 2014 году 521 двор и 1326 жителей.

## Инфраструктура
В Лахве находятся рыбхоз «Лахва», филиал Пинской нефтебазы, учебно-производственный комбинат, областной детский центр медицинской реабилитации (с 1955 года), средняя школа, Дом культуры, библиотека.
В деревне действует церковь евангельских христиан-баптистов.

## Культура
- Дом культуры
- Музей ГУО "Лахвенская средняя школа"

## Достопримечательности
В 1824 году на месте былого монастыря XVII века на средства княгини Стефании Радзивилл построена деревянная церковь Рождества Пресвятой Богородицы. Церковь не сохранилась. Также не сохранилась церковь во имя Александра Невского, построенная изначально в 1863 году Радзвиллами как костёл св. Троицы.
На месте Пречистенской церкви в 1870-х гг. построена новая кирпичная Церковь Рождества Пресвятой Богородицы —  Историко-культурная ценность Республики Беларусь, . В Лахвенский приход входили деревни Озерница, Лаховка, Любань, Красная Воля.
По описанию 1990 года, квадратный в плане основной объём с полуциркулярной апсидой и двумя маковками соединён с массивной шатровой звонницей. В богато оформленном фасаде использованы кокошники, пояски, карнизы, порталы и другие элементы. Основной объём завершается пальмовой крышей с традиционным пятиглавием.
В храме находится частица мощей преп. Манефы Гомельской.

### Археологические памятники
- Стоянка каменного века в районе деревни Лахва
- Селище периода раннего железного века (V в. до н.э – VIII в. н.э.)[28] —  Историко-культурная ценность Республики Беларусь, шифр 113В000463
- Курган периода раннего средневековья (ХI – XIII вв.)[29] —  Историко-культурная ценность Республики Беларусь, шифр 113В000464.

### Утраченное наследие
- Каплица
- Костёл
- Троицкий костёл (1746)
- Синагога

## Лахва туристическая
Деревня Лахва включена в туристическую программу «Экотуризм в Беларуси».